# Жак Ру
Жак Ру (фр. Jacques Roux; 21 серпня 1752, Пранзак — 10 лютого 1794) — французький священник та революціонер. В 1792 році заснував партію «Скажених», цілі яких полягали в переслідуванні спекулянтів, зачиненні біржі та впровадженні централізованого господарства, а також експропріації землі для економічного зрівняння населення і подолання бідності.
В квітні 1793 року Ру взяв участь у повстанні Санкюлотів. Ру з його радикальними цілями вступив в політичне протистояння з Робесп'єром, котрий наказав арештувати його, в зв'язку з виступом мас в вересні 1793 році, як підривника спокою. Після того, як Ру був засуджений до смерті, не чекаючи виконання вироку 10 лютого 1794 року скоїв самогубство.